# Architis erwini
Architis erwini är en spindelart som beskrevs av Santos 2007. Architis erwini ingår i släktet Architis och familjen vårdnätsspindlar.
Artens utbredningsområde är Ecuador. Inga underarter finns listade i Catalogue of Life.